# Menamba I
Menamba I é uma vila e comuna rural da circunscrição de Iorosso, na região de Sicasso ao sul do Mali. Segundo censo de 1998, havia 6 839 residentes, enquanto segundo o de 2009, havia 10 449. A comuna inclui 8 vilas.